# Abu Francis
Abu Francis, né le 27 avril 2001 à Accra au Ghana, est un footballeur international ghanéen qui évolue au poste de milieu de terrain au Toulouse FC.

## Biographie

### FC Nordsjælland
Né à Accra au Ghana, Abu Francis est formé par la Right to Dream Academy. Avec cette équipe, il participe notamment à un tournoi organisé au Japon, la J-League Youth, où il est élu meilleur joueur de la compétition. Il rejoint ensuite le club danois du FC Nordsjaelland. Il fait sa première apparition en professionnel le 14 juillet 2019, lors d'un match de Superligaen face à l'AC Horsens. Il est titulaire lors de cette rencontre remportée par son équipe sur le score de trois buts à zéro.
Le 25 juillet 2019, Abu Francis prolonge son contrat jusqu'en juin 2023.
Le 31 octobre 2020, Abu Francis se fait remarquer lors d'une rencontre de championnat face au champion de la saison passée, le FC Midtjylland, en réalisant le premier doublé de sa carrière. Ses deux buts contribuent grandement à la victoire des siens par quatre buts à un. Cette performance lui vaut d'être élu homme du match. Ses prestations lors de la première partie de la saison 2020-2021 attirent l'intérêt de plusieurs clubs européens, de Bundesliga notamment,. Il reste à Nordsjaelland et s'épanouit dans un rôle de milieu offensif axial, bien qu'il soit utilisé à différents postes grâce à sa polyvalence.

### Cercle Bruges
Le 19 août 2022, Abu Francis quitte le FC Nordsjælland pour rejoindre la Belgique en s'engageant avec le Cercle Bruges. Il signe un contrat courant jusqu'en juin 2025,.
Francis s'impose comme un titulaire dès sa première saison avec le Cercle Bruges. Il se blesse toutefois sérieusement le 19 août 2023 lors d'un match remporté par son équipe face au Standard de Liège, en championnat (0-1 score final). Sorti au bout de dix minutes de jeu, le ghanéen souffre d'une déchirure du ménisque qui le tient éloigné des terrains pendant plus de six mois,.
Le 7 mai 2024, Francis prolonge son contrat avec le club belge jusqu'en juin 2026, avec une année supplémentaire en option.

### Toulouse FC
Le 6 août 2025, Abu Francis prend la direction de la France et signe en faveur du Toulouse FC. Il devient à cette occasion le premier joueur ghanéen de l'histoire du club.

### En sélection
Abu Francis honore sa première sélection avec l'équipe nationale du Ghana le 26 mars 2024, lors d'un match amical contre l'Ouganda. Il est titularisé et les deux équipes se neutralisent ce jour-là (2-2 score final).

## Statistiques
| Saison                | Club                  | Championnat           | Championnat | Championnat | Coupe(s) nationale(s) | Coupe(s) nationale(s) | Compétition(s) continentale(s) | Compétition(s) continentale(s) | Compétition(s) continentale(s) | Play-offs | Play-offs | Total | Total |
| Saison                | Club                  | Division              | M.          | B.          | M.                    | B.                    | Comp.                          | M.                             | B.                             | M.        | B.        | M.    | B.    |
| 2019-2020             | FC Nordsjaelland      | Superligaen           | 20          | 2           | 2                     | 0                     | -                              | -                              | -                              | -         | -         | 22    | 2     |
| 2020-2021             | FC Nordsjaelland      | Superligaen           | 19          | 5           | 2                     | 0                     | -                              | -                              | -                              | -         | -         | 21    | 5     |
| 2021-2022             | FC Nordsjaelland      | Superligaen           | 16          | 0           | 1                     | 0                     | -                              | -                              | -                              | -         | -         | 17    | 0     |
| Sous-total            | Sous-total            | Sous-total            | 55          | 7           | 5                     | 0                     | -                              | -                              | -                              | -         | -         | 60    | 7     |
| 2022-2023             | Cercle Bruges         | Division 1A           | 26          | 1           | 2                     | 0                     | -                              | -                              | -                              | 5         | 1         | 33    | 2     |
| 2023-2024             | Cercle Bruges         | Division 1A           | 8           | 0           | -                     | -                     | -                              | -                              | -                              | 10        | 0         | 18    | 0     |
| 2024-2025             | Cercle Bruges         | Division 1A           | 29          | 0           | 2                     | 1                     | C3+C4                          | 4+8                            | 0+0                            | 6         | 0         | 49    | 1     |
| Sous-total            | Sous-total            | Sous-total            | 63          | 1           | 4                     | 1                     | -                              | 12                             | 0                              | 21        | 1         | 100   | 3     |
| 2025-2026             | Toulouse FC           | Ligue 1               | -           | -           | -                     | -                     | -                              | -                              | -                              | -         | -         | 0     | 0     |
| Sous-total            | Sous-total            | Sous-total            | -           | -           | -                     | -                     | -                              | -                              | -                              | -         | -         | 0     | 0     |
| Total sur la carrière | Total sur la carrière | Total sur la carrière | 118         | 8           | 9                     | 1                     | -                              | 12                             | 0                              | 21        | 1         | 160   | 10    |